# 赫连伦
赫连伦（？—424年），中国五胡十六国时代夏國开国皇帝赫连勃勃的第四子。414年，他被父亲册封为酒泉公，大哥赫連璝為太子，三哥赫連昌為太原公，五弟赫连定为平原公。424年，赫连勃勃想废黜太子赫連璝，改立赫连伦為太子。赫連璝獲悉，率兵七万北上进攻赫连伦，赫连伦率兵三万双方在高平大战。赫连伦兵败身死。